# Hong’an
Hong’an (chinesisch 红安县, Pinyin Hóng’ān Xiàn) ist ein Kreis der bezirksfreien Stadt Huanggang in der chinesischen Provinz Hubei. Sein Verwaltungsgebiet erstreckt sich über eine Fläche von 1.795 km² und er zählt 609.200 Einwohner (Stand: Ende 2019).

## Söhne und Töchter (Auswahl)
- Li Xiannian (1909–1992), chinesischer Staatspräsident der Volksrepublik China
- Qin Jiwei (1914–1997), chinesischer General und Verteidigungsminister